# Šafařík (cratère)
 (mai 2025).
Šafařík est un petit cratère d'impact lunaire situé sur la face cachée de la Lune. Il se situe plein nord du cratère Tiselius (en) et à l'est-sud-est de Sharonov (en). Ce cratère est usé et érodé, avec des impacts plus petits le long de son bord à l'est et au nord-ouest. Le reste du bord usé et l'intérieur sont relativement peu marqués.
Le cratère a été nommé par l'Union astronomique internationale en 1970.
Le cratère se trouve dans le bassin de Freundlich-Sharonov (en).

## Cratères satellites
Par convention, ces caractéristiques sont identifiées sur les cartes lunaires en plaçant la lettre sur le côté du point médian du cratère le plus proche de Šafařík.
| Šafařík | Latitude | Longitude | Diamètre |
| ------- | -------- | --------- | -------- |
| A       | 12,6° N  | 177,2° E  | 19 km    |
| H       | 9,7° N   | 179,3° E  | 16 km    |
| S       | 10,0° N  | 174,4° E  | 14 km    |